# 기도서 (정치인)
기도서(奇忉舒, 1963년 2월 14일, 전라남도 승주군 별량면 ~ )는 대한민국의 정치인이다. 제9대 전라남도의원, 제5대 전라남도 순천시의원이었다.

## 학력
- 별량국민학교 졸업
- 순천별량중학교 졸업
- 순천고등학교 졸업
- 한국외국어대학교 법학과 졸업

## 경력
- 쌍용그룹 법무팀 근무
- 순천중고등학교 총동창회 부회장
- 순천전국미술대전 운영위원회 위원
- 민주당 중앙당 청년위원회 부위원장
- 민주당 순천시의회 정책위원회 의장
- 민주당 전남도당 조직위원회 부위원장
- 대한민국 ROTC 제24대 상임부회장
- 한국불우청소년선도회 순천시 사무국 국장
- 민족통일중앙협의회 순천시 청년단장
- (사)노인행복찾기 운동본부 순천지회장
- 2006.07 ~ 2010.02 제5대 전라남도 순천시의회 의원
- 2006.07 ~ 2008.07 제5대 전라남도 순천시의회 전반기 산업건설위원회 위원
- 2006.07 ~ 2008.07 제5대 전라남도 순천시의회 전반기 의회운영위원회 위원
- 2006.07 ~ 2008.07 제5대 전라남도 순천시의회 전반기 도시건설위원회 간사
- 2006.07 ~ 2008.07 제5대 전라남도 순천시의회 전반기 예산결산특별위원회 위원
- 2006.10 ~ 2006.11 제5대 전라남도 순천시의회 순천시 조직개편특별위원회 위원장
- 2007.02 ~ 2007.03 제5대 전라남도 순천시의회 순천시 문화관광및체육행사개선을위한특별위원회 위원
- 2007.12 ~ 2008.12 제5대 전라남도 순천시의회 자치법규정비특별위원회  위원장
- 2008.07 ~ 2010.02 제5대 전라남도 순천시의회 후반기 문화경제위원회 위원장
- 순천시 투자유치위원회 위원
- 순천시 도시계획심의위원회 위원
- 2010 순천시 재향군인회 회장
- 2010.07 ~ 2014.03 제9대 전라남도의회 의원
- 2010.07 ~ 2012.07 제9대 전라남도의회 전반기 교육위원회 위원
- 2010.07 ~ 2012.07 제9대 전라남도의회 전반기 예산결산특별위원회 위원
- 2010.12 ~ 2011.10 제9대 전라남도의회 친환경무상급식추진특별위원회 위원장
- 2012.07 ~ 2013.10 제9대 전라남도의회 2013순천만국제정원박람회지원및대책특별위원회 위원장
- 2012 순천별량중학교 총동문회 회장
- 2012.07 ~ 2014.03 제9대 전라남도의회 후반기 기획사회위원회 위원
- 2012.07 ~ 2014.03 제9대 전라남도의회 후반기 예산결산특별위원회 위원
- 순천시 친환경무상급식추진협의회 대표

## 수상
- 2009 제5차 지방의회 의원연수 의정활동 모범사례 발표 우수상
- 2013 현대문예 제69회 추천문학상 수필부문
- 2018 전라남도지사 표창
- 2018 문재인 대통령 표창

## 역대 선거 결과
|  | 16.15% |

|  | 17.98% |

|  | 56.38% |

|  | 0.78% |